# Helicogermslita gaudefroyi
Helicogermslita gaudefroyi är en svampart som först beskrevs av Fabre, och fick sitt nu gällande namn av Læssøe & Spooner 1994. Helicogermslita gaudefroyi ingår i släktet Helicogermslita och familjen kolkärnsvampar.   Inga underarter finns listade i Catalogue of Life.